# Campionati del mondo di atletica leggera 2005 - Staffetta 4×100 metri femminile
La gara della staffetta 4×100 metri femminile dei Campionati del mondo di atletica leggera di Helsinki 2005 si è disputata nelle giornate del 13 agosto (batterie) e 14 agosto (finale).

## Podio
| Posizione | Paese                                                                             |
| --------- | --------------------------------------------------------------------------------- |
| Oro       | Stati Uniti Angela Daigle Muna Lee Me'Lisa Barber Lauryn Williams                 |
| Argento   | Giamaica Danielle Browning Sherone Simpson Aleen Bailey Veronica Campbell         |
| Bronzo    | Bielorussia Yulia Nesterenko Natalya Sologub Alena Neumiarzhitskaya Oksana Dragun |

## Batterie

### Batteria 1
1. Stati Uniti (Angela Daigle, Muna Lee, Me'Lisa Barber, Lauryn Williams) 42"16 Q
2. Nigeria (Gloria Kemasuode, Endurance Ojokolo, Oludamola Osayomi, Mercy Nku) 43"53 Q
3. Svezia (Emma Rienas, Carolina Klüft, Jenny Kallur, Susanna Kallur) 43"67
4. Regno Unito (Emily Freeman, Emma Ania, Laura Turner, Katherine Endacott) 43"83 
  -  Paesi Bassi (Pascal van Assendelft, Jacqueline Poelman, Annemarie Kramer, Judith Baarssen) dq
  -  Bahamas (Tamicka Clarke, Chandra Sturrup, Savatheda Fynes, Philippa Arnett-Willie) dnf

### Batteria 2
1. Francia (Patricia Buval, Lina Jacques-Sébastien, Fabé Dia, Christine Arron) 42"86 Q
2. Giamaica (Danielle Browning, Sherone Simpson, Beverly McDonald, Aleen Bailey) 42"97 Q
3. Colombia (Melisa Murillo, Felipa Palacios, Darlenis Obregón, Norma Gonzalez) 43"03 q
4. Brasile (Raquel Martins da Costa, Lucimar Aparecida de Moura, Thatiana Regina Ignâcio, Luciana Alves dos Santos) 43"22 q
5. Italia (Elena Sordelli, Vincenza Calì, Manuela Grillo, Maria Aurora Salvagno) 44"03
  -  Finlandia (Ilona Ranta, Katja Salivaara, Sari Keskitalo, Heidi Hannula) dnf

### Batteria 3
1. Bielorussia (Yulia Nesterenko, Natalya Sologub, Alena Neumiarzhitskaya, Oksana Dragun) 42"80 Q
2. Polonia (Iwona Dorobisz, Daria Onyśko, Dorota Dydo, Iwona Brzezińska) 43"37 Q
3. Belgio (Katleen De Caluwé, Nancy Callaerts, Élodie Ouédraogo, Kim Gevaert) 43"40
4. Ucraina (Iryna Kozhemyakina, Iryna Shepetyuk, Iryna Shtanhyeyeva, Olena Pastushenko-Sinyavina) 43"62
5. Giappone (Tomoko Ishida, Ayumi Suzuki, Yuka Sato, Sakie Nobuoka) 44"52 
  -  Russia (Yekaterina Kondratyeva, Yuliya Gushchina, Irina Khabarova, Larisa Kruglova) dnf

## Finale
1. Stati Uniti (Angela Daigle, Muna Lee, Me'Lisa Barber, Lauryn Williams) 41"78
2. Giamaica (Danielle Browning, Sherone Simpson, Aleen Bailey, Veronica Campbell) 41"99
3. Bielorussia (Yulia Nesterenko, Natalya Sologub, Alena Neumiarzhitskaya, Oksana Dragun) 42"56
4. Francia (Patricia Buval, Lina Jacques-Sébastien, Fabe Dia, Christine Arron) 42"85
5. Brasile (Raquel Martins da Costa, Lucimar Aparecida de Moura, Thatiana Regina Ignâcio, Luciana Alves dos Santos) 42"99
6. Colombia (Melisa Murillo, Felipa Palacios, Darlenis Obregón, Norma Gonzalez) 43"07
7. Nigeria (Gloria Kemasuode, Endurance Ojokolo, Oludamola Osayomi, Mercy Nku) 43"25
8. Polonia (Iwona Dorobisz, Daria Onyśko, Dorota Dydo, Iwona Brzezińska) 43"49